# Yamaha motorkerékpárok listája
Ez a szócikk a Yamaha Motor Company által gyártott motorkerékpárokat sorolja fel.

## 2 ütemű
- CR5
- CS3
- CS5
- DS7
- TDR50
- TDR80
- TDR250
- DT-1
- DT50LC
- DT50M
- DT50MX
- DT50R
- DT50X
- DT80MX
- DT80LC
- DT80R
- DT100MX
- DT100R
- DT125LC
- DT125MX
- DT125R
- DT125X
- DT175MX
- DT200R
- DT250MX
- DT250R
- DT350LC
- DT350R
- DT400B
- FS1
- RX50
- RT180H
- Rz350
- RZ500
- RD50
- RD60
- RD125
- RD200
- RD250
- RD350
- RD400
- RD500LC
- RS
- RX-Z
- Rs 5-speed
- RX 100
- RX DX
- RX-S
- RX-135 (RX-K-ként ismert)
- TZR
- TD2
- TZR 125/250
- TZM 150
- YCS1
- YD1
- YDS3
- YL1
- YM1
- YR2
- YSR 50 / YSR 80
- Chappy

## 4 ütemű

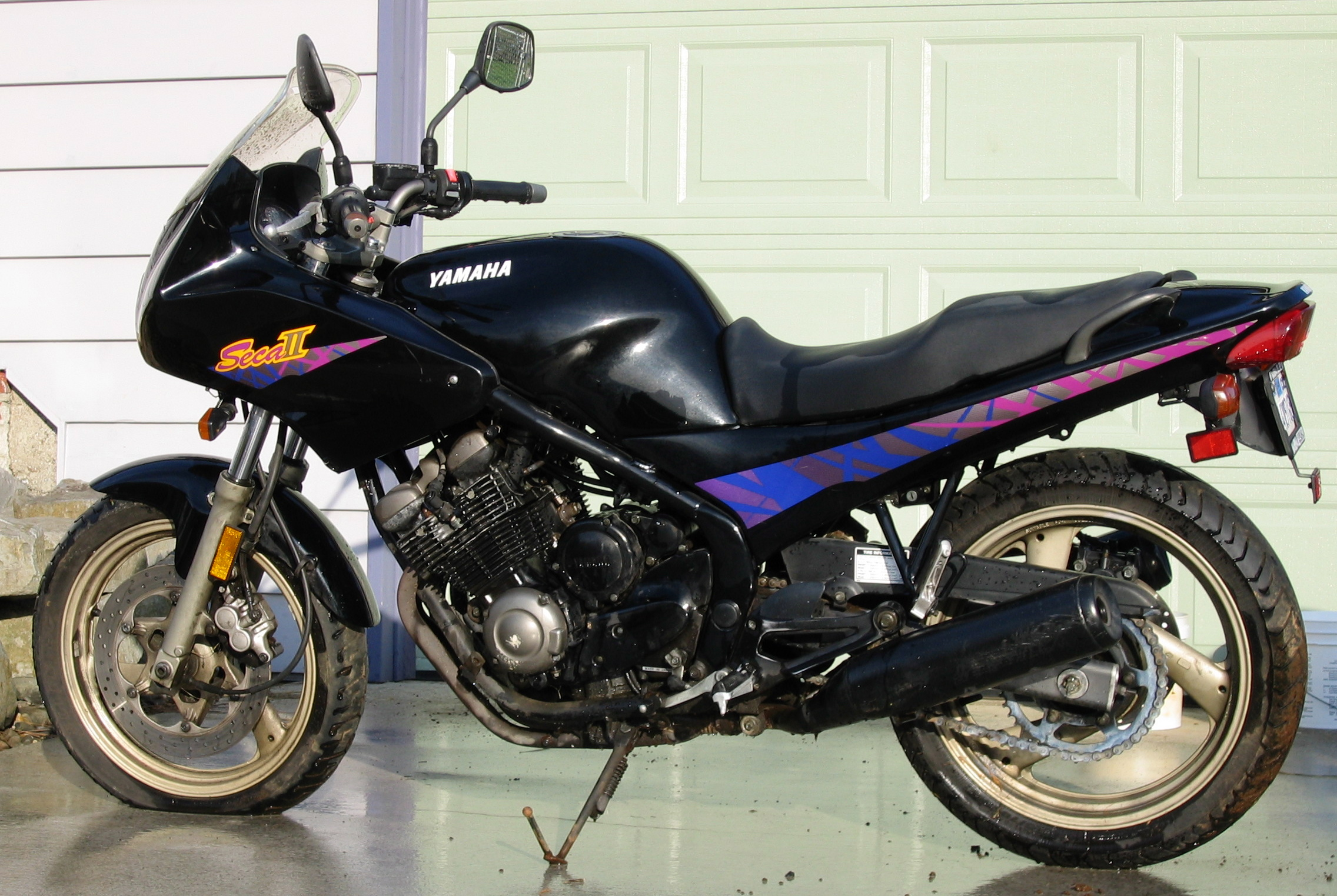
1996 Yamaha XJ600

- FJ600: 1984-1985 US model- see XJ600
- FZ750
- FZX700/750 Fazer
- GTS1000
- FZR600R
- FZR1000
- YZF1000R Thunderace
- FZ150i
- FZ1 / FZ6 / FZ16
- Jog
- DragStar
- FJR1300
- Morpho I
- MT-01
- MT-03
- Radian
- SDR 200
- SRX
- SR1 / 250 / 500
- SZR 660
- TDM 850 / 900
- TDR 250
- TT 500
- TTR600
- TTR250
- TTR230
- TX500 / 600 / 750
- Virago
- VMax
- Venture
- XC125, XC180, and XC200 RIVA Scooter
- XJ 550R Seca
- XJ 600
- XJ550 Maxim / 650 / 700 / 700X / 750 / 900 / 1100
- XJ 600N
- XJ 600S Diversion / Seca II
- XJ 900S Diversion
- XJR400
- XS 400 / 500 / 650 / 750 / XS Eleven
- XT 225 / 250 / 350 / 600

- YBR 125
- XT 125 R / 125 x
- XT 660
- XTZ 660 / 750
- XV920R
- XV 1600A Wildstar / Road Star
- XZ 550 Vision
- YZF600R / 750R / 1000R
- Yamaha YZF-R125 / R6 / R7 / R1
- FJ1100
- FJ1200
- FJR1300

## Robogók
- Lagenda széria
- LC50
- Morphous 250 (CP250VL)
- MJ50
- Yamaha V90
- Yamaha C3
- Nouvo S/Nouvo MX/Nouvo Z
- Ego/Mio
- Sirius
- Y125Z
- Vino 125
- Y135LC/Spark 135cc/Sniper
- YP400 Majesty
- Zuma
- V-IXION
- RX-Z 135cc
- X-1

## Verseny motorok
- YZR-M1
- YZR500
- TZ250
- TZ125

## Motocross/Enduro/Dual Sport

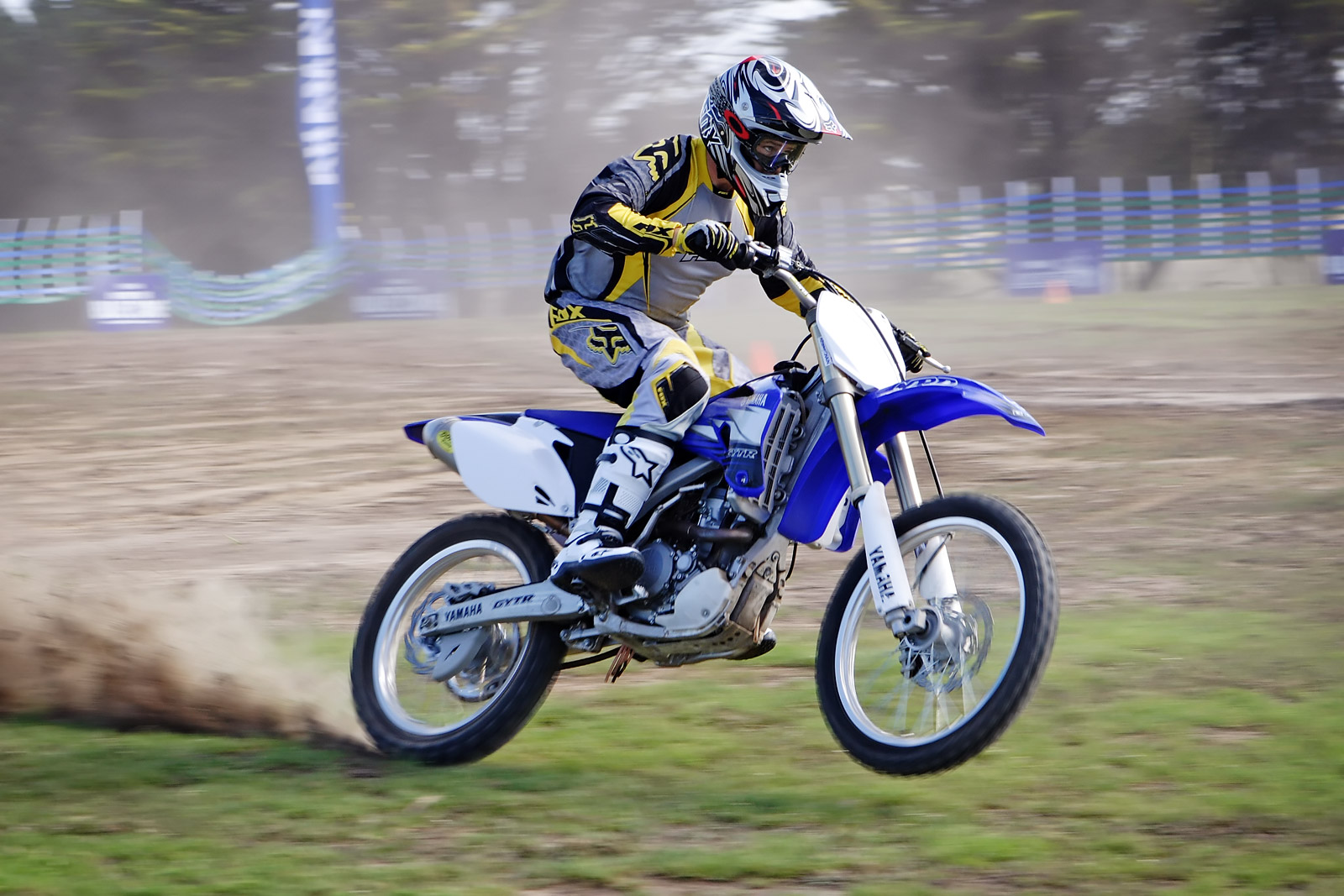
Yamaha motocross

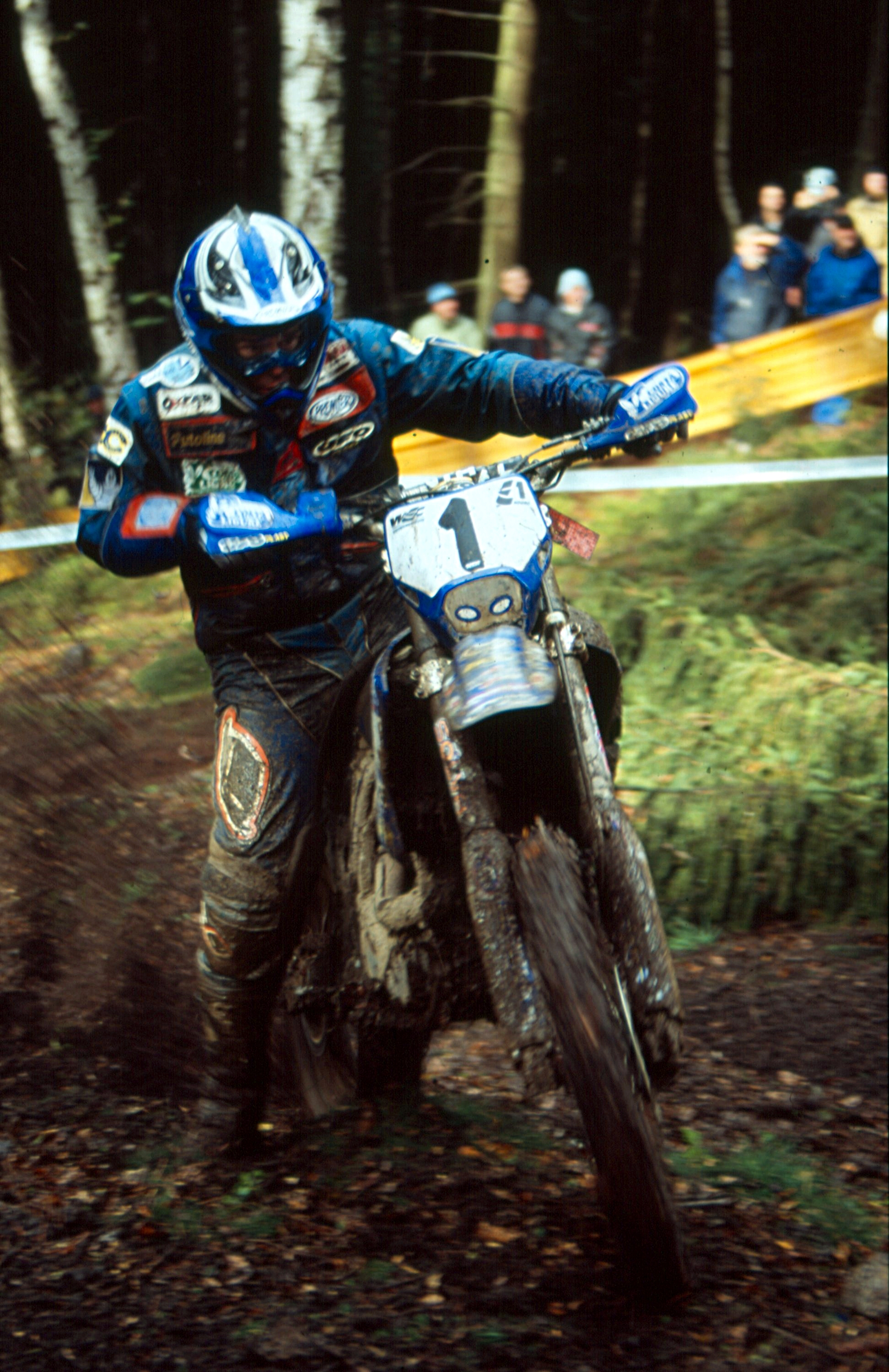
enduró verseny

### Trial motor

#### 2 ütemű
- CT175
- DT50
- DT100
- DT125
- DT175
- DT200
- DT250
- DT360
- DT400
- L5
- AT1 / AT2 / AT3
- CT1 / CT2 / CT3
- DT1 / DT2 / DT3
- JT1 / JT2
- RT1 / RT2 / RT3
- LT2

#### 4 ütemű
- TW125
- TW200
- TW225
- XTZ660
- XTZ750
- TT250
- TT350
- TT500
- TT600
- TTR50
- TTR90
- TTR110
- TTR125
- TTR230
- TTR250
- TTR250
- XT225
- XT500
- XT600
- XT600Z
- XT660

### Enduro

#### 2 ütemű
- IT125
- IT175
- IT200
- IT250
- IT400
- IT425
- IT465
- IT490

#### 4 ütemű
- WR250F
- WR400F
- WR426F
- WR450F

### Trial
- TY175
- TY250
- TY350

### Motokrossz

#### 2 ütemű
- GT80
- MX100
- MX125
- MX175
- MX250
- MX360
- MX400
- YZ60
- SC500
- PW50
- PW80
- RT100
- RT180
- YZ80
- YZ85
- YZ125
- YZ175
- YZ250
- YZ360
- YZ400
- YZ465
- YZ490

#### 4 ütemű
- YZ250F
- YZ400F
- YZ426F
- YZ450F

## Elektromos motorok
- Yamaha Frog
- Yamaha Mest
- Yamaha Eccy
- Yamaha Passol
- Yamaha EC-02
- Yamaha Passol-L

## Prototípusok
- DEINONYCHUS
- FC-me
- Gen-Ryu
- HV-01
- MAXAM 3000
- Morpho
- VOX
- XT250X